# Victoria's Secret Fashion Show 2015
El desfile de Victoria's Secret de 2015 se celebró en Nueva York, Estados Unidos el 10 de noviembre de 2015. El show se emitió el 8 de diciembre del mismo año en la cadena CBS ante más de seis millones y medio de espectadores.
Ese año el show contó con las actuaciones musicales de Ellie Goulding, Selena Gomez y The Weeknd. Inicialmente se había anunciado la participación Rihanna en el desfile, aunque la cantante canceló su presencia debido a estar grabando su octavo álbum de estudio.
Más de 40 modelos participaron en el desfile incluyendo los ángeles de Victoria's Secret Adriana Lima, Alessandra Ambrosio, Behati Prinsloo, Candice Swanepoel, Lily Aldridge, Lais Ribeiro, Elsa Hosk, Jasmine Tookes, Monika Jagaciak, Kate Grigorieva, Sara Sampaio, Stella Maxwell, Romee Strijd y Martha Hunt.

La modelo estadounidense Lily Aldridge fue la encargada de lucir el Firework Fantasy Bra, sujetador valorado en dos millones de dólares.

## Segmentos del desfile

### Segmento 1: Boho Psychedelic
| Artista         | Canción                                            | Notas |
| --------------- | -------------------------------------------------- | ----- |
| Run-DMC         | King of rock                                       | Remix |
| Pat Benatar     | Heartbreaker                                       | Remix |
| Cream           | I feel free                                        | Remix |
| The Templations | Ball of Confusion (That's What the World is Today) | Remix |

| Nacionalidad   | Nombre            | Desfiles                 | Notas          |
| -------------- | ----------------- | ------------------------ | -------------- |
| Namibia        | Behati Prinsloo   | 2007-2015, 2018-presente | Ángel oficial  |
| Estados Unidos | Lily Aldridge     | 2009-2017                | Ángel oficial  |
| Estados Unidos | Jasmine Tookes    | 2012-presente            | Ángel oficial  |
| Sudáfrica      | Candice Swanepoel | 2007-2015; 2017-presente | Ángel oficial  |
| Reino Unido    | Leomie Anderson   | 2015-presente            | Primer desfile |
| Estados Unidos | Kendall Jenner    | 2015-2016, 2018          | Primer desfile |
| Estados Unidos | Martha Hunt       | 2013-presente            | Ángel oficial  |
| Puerto Rico    | Joan Smalls       | 2011-2016                |                |
| Países Bajos   | Romee Strijd      | 2014-presente            | Ángel oficial  |
| Angola         | Maria Borges      | 2013-2017                |                |
| Estados Unidos | Taylor Hill       | 2014-presente            | Ángel oficial  |
| Dinamarca      | Josephine Skriver | 2013-presente            |                |
| Suecia         | Elsa Hosk         | 2011-presente            | Ángel oficial  |
| Rusia          | Kate Grigorieva   | 2014-2016                | Ángel oficial  |

### Segmento 2: Portrait of an Angel
| Artista    | Canción      | Notas             |
| ---------- | ------------ | ----------------- |
| The Weeknd | In the Night | Actuación en vivo |

| Nacionalidad   | Nombre              | Desfiles             | Notas          |  |
| -------------- | ------------------- | -------------------- | -------------- |  |
| Brasil         | Alessandra Ambrosio | 2000-2003; 2005-2017 | Ángel oficial  |  |
| Reino Unido    | Lily Donaldson      | 2010-2016            |                |  |
| Estados Unidos | Kendall Jenner      | 2015-2016, 2018      | Primer desfile |  |
| Países Bajos   | Sanne Vloet         | 2015-2017            | Primer desfile |  |
| China          | Sui He              | 2011-presente        |                |  |
| Brasil         | Gracie Carvalho     | 2010; 2015           |                |  |
| Brasil         | Bruna Lirio         | 2015; 2017           | Primer desfile |  |
| Rusia          | Vita Sidorkina      | 2015                 | Primer desfile |  |
| Brasil         | Flavia Lucini       | 2015-2016            | Primer desfile |  |
| Estados Unidos | Jacquelyn Jablonski | 2010-2015            |                |  |
| Francia        | Cindy Bruna         | 2013-presente        |                |  |
| Brasil         | Izabel Goulart      | 2005-2016            | Ex-ángel       |  |
| Francia        | Constance Jablonski | 2010-2015            |                |  |
| Estados Unidos | Jasmine Tookes      | 2012-presente        | Ángel oficial  |  |

### Segmento 3: Exotic Butterflies
| Artista        | Canción | Notas             |
| -------------- | ------- | ----------------- |
| Ellie Goulding | Army    | Actuación en vivo |

| Nacionalidad   | Nombre               | Desfiles                        | Notas            |
| -------------- | -------------------- | ------------------------------- | ---------------- |
| Brasil         | Adriana Lima         | 1999-2003; 2005-2008; 2010-2018 | Ángel oficial    |
| Estados Unidos | Gigi Hadid           | 2015-2016; 2018                 | Primer desfile   |
| Portugal       | Sara Sampaio         | 2013-presente                   | Ángel oficial    |
| Bélgica        | Stella Maxwell       | 2014-presente                   | Ángel oficial    |
| Francia        | Pauline Hoarau       | 2015                            | Primer desfile   |
| Australia      | Shanina Shaik        | 2011–2012, 2014-2015, 2018      |                  |
| Polonia        | Monika Jagaciak      | 2013-2015                       | Ángel oficial    |
| Brasil         | Daniela Braga        | 2014-2017                       |                  |
| China          | Ming Xi              | 2013-presente                   |                  |
| Brasil         | Barbara Fialho       | 2012-presente                   | Modelo de prueba |
| Polonia        | Magdalena Frackowiak | 2010; 2011-2015                 |                  |
| Rusia          | Valery Kaufman       | 2015-2016                       | Primer desfile   |
| Brasil         | Lais Ribeiro         | 2010-2011; 2013-presente        | Ángel oficial    |

### Segmento 4: PINK USA
| Artista      | Canción                         | Notas             |
| ------------ | ------------------------------- | ----------------- |
| Selena Gomez | Hands to myself y Me & My girls | Actuación en vivo |

| Nacionalidad   | Nombre            | Desfiles        | Notas                                  |
| -------------- | ----------------- | --------------- | -------------------------------------- |
| Estados Unidos | Taylor Hill       | 2014-presente   | Ángel oficial                          |
| Estados Unidos | Rachel Hilbert    | 2015-2016       | Primer desfile / Portavoz oficial PINK |
| Estados Unidos | Megan Puleri      | 2015            | Primer desfile                         |
| Bélgica        | Yumi Lambert      | 2014-2015       |                                        |
| Países Bajos   | Maud Welzen       | 2012; 2014-2015 |                                        |
| China          | Ming Xi           | 2013-presente   |                                        |
| Burundi        | Leila Nda         | 2015; 2017      | Primer desfile                         |
| Australia      | Bridget Malcolm   | 2015-2016       | Primer desfile                         |
| Estados Unidos | Gigi Hadid        | 2015-2016; 2018 | Primer desfile                         |
| Dinamarca      | Josephine Skriver | 2013-presente   |                                        |
| Estados Unidos | Devon Windsor     | 2013-presente   | Modelo de prueba                       |

### Segmento 5: Ice Angels
| Artista        | Canción             | Notas             |
| -------------- | ------------------- | ----------------- |
| Ellie Goulding | Love me like you do | Actuación en vivo |

| Nacionalidad | Nombre            | Desfiles                 | Notas            |
| ------------ | ----------------- | ------------------------ | ---------------- |
| Sudáfrica    | Candice Swanepoel | 2007-2015; 2017-presente | Ángel oficial    |
| Brasil       | Lais Ribeiro      | 2010-2011; 2013-presente | Ángel oficial    |
| Angola       | Sharam Diniz      | 2012; 2015               |                  |
| Rusia        | Kate Grigorieva   | 2014-2016                | Ángel oficial    |
| Suecia       | Elsa Hosk         | 2011-presente            | Ángel oficial    |
| Brasil       | Barbara Fialho    | 2012-presente            | Modelo de prueba |
| Brasil       | Izabel Goulart    | 2005-2016                |                  |
| China        | Sui He            | 2011-presente            |                  |
| Reino Unido  | Lily Donaldson    | 2010-2016                |                  |
| Bélgica      | Stella Maxwell    | 2014-presente            | Ángel oficial    |
| Polonia      | Monika Jagaciak   | 2013-2015                | Ángel oficial    |
| Países Bajos | Romee Strijd      | 2014-presente            | Ángel oficial    |

### Segmento 6: Fireworks
| Artista    | Canción            | Notas             |
| ---------- | ------------------ | ----------------- |
| The Weeknd | Can't feel my face | Actuación en vivo |

| Nacionalidad   | Nombre              | Desfiles                        | Notas                                                                     |
| -------------- | ------------------- | ------------------------------- | ------------------------------------------------------------------------- |
| Estados Unidos | Lily Aldridge       | 2009-2017                       | Ángel oficial; luciendo el "Fireworks Fantasy Bra" valorado en $2,000,000 |
| Brasil         | Alessandra Ambrosio | 2000-2003; 2005-2017            | Ángel oficial                                                             |
| Francia        | Cindy Bruna         | 2013-presente                   |                                                                           |
| Brasil         | Adriana Lima        | 1999-2003; 2005-2008; 2010-2018 | Ángel oficial                                                             |
| Puerto Rico    | Joan Smalls         | 2011-2016                       |                                                                           |
| Namibia        | Behati Prinsloo     | 2007-2015, 2018-presente        | Ángel oficial                                                             |
| Angola         | Maria Borges        | 2013-2017                       |                                                                           |
| Estados Unidos | Devon Windsor       | 2013-presente                   | Modelo de prueba                                                          |
| Portugal       | Sara Sampaio        | 2013-presente                   | Ángel oficial                                                             |
| Francia        | Constance Jablonski | 2010-2015                       |                                                                           |
| Estados Unidos | Martha Hunt         | 2013-presente                   | Ángel oficial; luciendo el "Swarovski Outfit"                             |